# Tractat de Lleida (1157)
El Tractat de Lleida és un acord firmat el maig del 1157 a Lleida entre el rei Alfons VII de Castella i el comte de Barcelona i príncep d'Aragó Ramon Berenguer IV.

## Context
El tractat s'emmarca en la problemàtica sorgida arran del Testament d'Alfons I d'Aragó (1131) per la seva successió.

## Tractat
Aquest tractat fou el darrer d'una sèrie de tractats firmats entre ambdós governants pels quals acordaven repartir-se el Regne de Pamplona. Amb aquest darrer, ratificaven el Tractat de Carrión i, a més, per tal d'afermar l'aliança, acordaven pactar el matrimoni entre la filla d'Alfons VII, Sança de Castella, i el fill primogènit de Ramon Berenguer IV; al no explicitar-se el nom del primogènit, i no saber-se la data exacte de la mort del primer fill de Ramon Berenguer IV, l'infant Pere (mort abans del 1158), el pacte de casament tant podia referir-se a aquest, com al segon fill i futur rei, Alfons II d'Aragó «el Cast».